# Бхутто, Беназир
Бенази́р Бху́тто (21 июня 1953, Карачи, Пакистан — 27 декабря 2007, Равалпинди, Пакистан) — премьер-министр Исламской республики Пакистан в 1988—1990 и 1993—1996 годах, первая в новейшей истории женщина — глава правительства в стране с преимущественно мусульманским населением.
После долгого пребывания в эмиграции вернулась на родину в октябре 2007, где в течение двух месяцев на неё было совершено два покушения-теракта: первое покушение было произведено 18 октября 2007 года, в результате него погибло более 139 человек, 450 были ранены, сама Беназир Бхутто осталась жива; в результате второго покушения 27 декабря 2007 Бхутто была убита, вместе с ней погибли ещё по меньшей мере 23 человека, и 90 были ранены.

## Начало биографии
Беназир Бхутто родилась в Карачи. Её предки по отцовской линии были синдхскими раджпутами из клана Бхутто, переселившегося в Синд в XVII веке из Джайсалмера в Раджастхане. Её дед Шах Наваз Бхутто и отец Зульфикар Али-хан Бхутто возглавляли правительство Пакистана. Мать Беназир, Нусрат Бхутто, была курдянкой из Ирана. В семье Беназир была старшим ребёнком; у неё были младшие братья Муртаза и Шахнаваз и сестра Санам.
Зульфикар Али Бхутто получил европейское образование и воспитывал свою дочь вовсе не так, как было принято в исламских странах. Беназир Бхутто вспоминала:

Мой отец — верующий мусульманин. Когда мать надела на меня чадру в 12 лет, сказал ей: «Пусть она вырастет и сама решит для себя, открывать ей лицо или нет, — ислам даёт женщине право распоряжаться собственной жизнью по своему усмотрению». Больше я не носила чадру.

В ранние годы Беназир посещала детский сад леди Дженнингс, затем училась в нескольких католических женских школах: Иисуса и Марии в Карачи, Сретения в Равалпинди, Иисуса и Марии в Марри — пригороде Исламабада. Экзамены по курсу средней школы сдала в пятнадцать лет. В апреле 1969 года Бхутто поступила в Колледж Редклифф Гарвардского университета в США. Там, по её собственным воспоминаниям, она «впервые почувствовала вкус демократии». Во время обучения в Гарварде и Оксфорде Беназир отличалась прекрасными ораторскими способностями и подавала большие надежды. В 1973 году с отличием окончила Гарвард и получила диплом бакалавра государственного управления.
Осенью того же года поступила в колледж Леди Маргарет Холл Оксфордского университета в Великобритании, где до 1976 года изучала политологию, философию и экономику. После выпуска прослушала в Оксфорде углублённый годичный курс по международному праву и дипломатии. Во время учёбы в Оксфорде Бхутто сначала была избрана членом постоянного комитета, а затем президентом престижного дискуссионного общества «Оксфордский союз». Её отец, Зульфикар Али Бхутто, в эти годы (до 1977 года) занимал пост сначала президента, а затем — премьер-министра Пакистана.

## Семья
18 декабря (по другим данным — 17 декабря) 1987 года в Карачи Бхутто вышла замуж за Асифа Али Зардари. Как и Беназир, Зардари был представителем одного из богатых семейств провинции Синд и принадлежал, как и Бхутто, к мусульманам-шиитам. По свидетельству прессы, это был брак по расчёту, на который Бхутто согласилась добровольно: в Зардари она видела человека, готового принять её приобретённые на Западе прогрессивные воззрения. После заключения брака Беназир предпочла сохранить фамилию отца. От этого брака у Беназир Бхутто родилось трое детей: сын Билавал (1988) и дочери Бахтавар (1990) и Асифа (1993).

## Включение в политическую борьбу. Первое премьерство

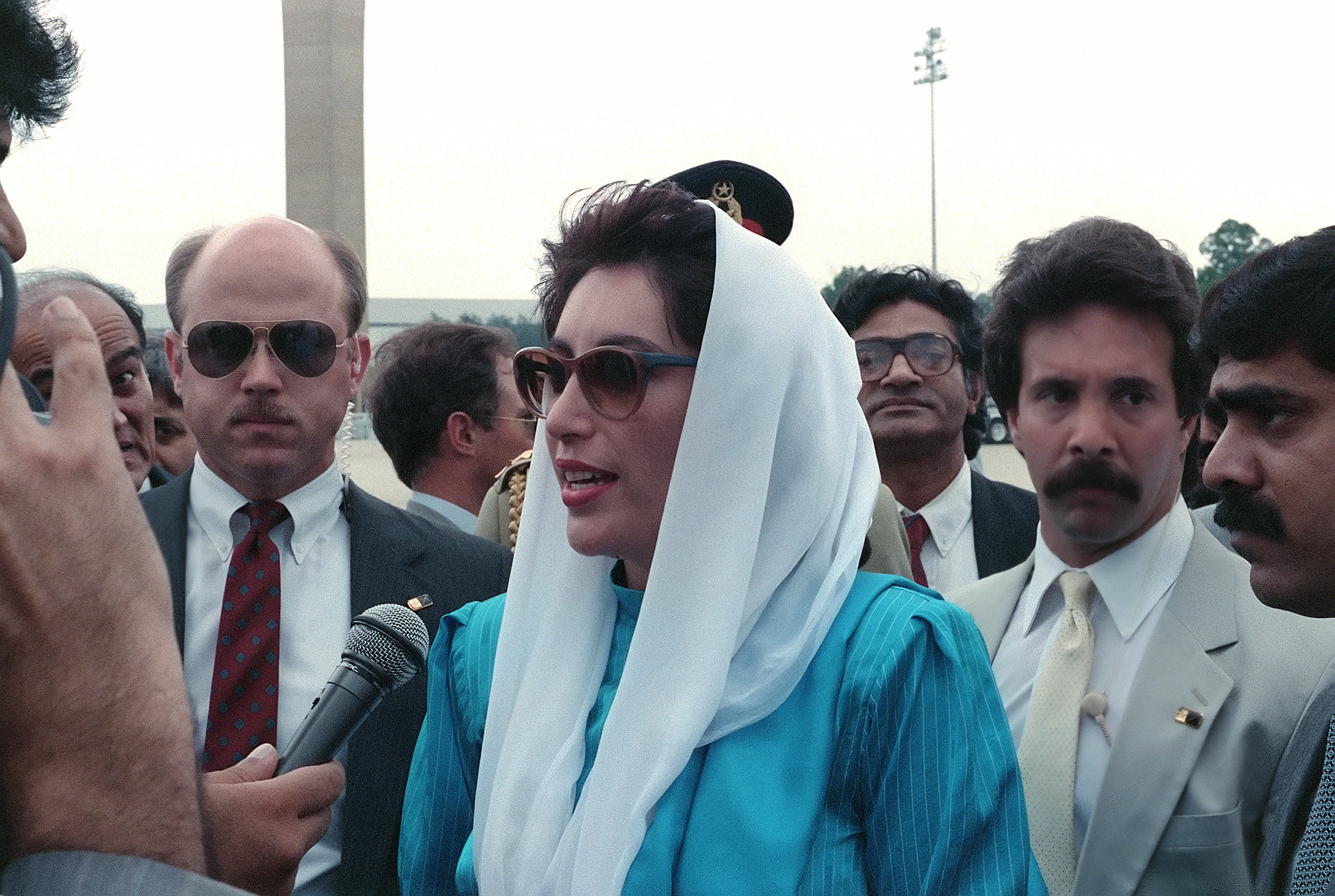
Бхутто даёт интервью в качестве премьер-министра

В июне 1977 года Беназир вернулась в Пакистан. Она предполагала поступить на дипломатическую службу, но Зульфикар Али Бхутто прочил дочери карьеру в парламенте. Поскольку Беназир ещё не достигла необходимого для участия в выборах возраста, она стала помощником отца. Работать в этом качестве ей пришлось совсем недолго: в июле 1977 года глава генерального штаба Пакистана генерал Мухаммед Зия-уль-Хак возглавил военный переворот, захватил власть и ввёл в стране военное правление. В сентябре 1977 года свергнутый премьер Бхутто и его дочь были арестованы и помещены в тюрьму. В автобиографии она вспоминала, в каких условиях она жила, находясь в заключении:

«Летняя жара превратила мою камеру в раскалённую печь. Моя кожа трескалась и стиралась, слезая с рук клочьями. Лицо покрылось волдырями. У меня начали выпадать волосы. Полчища насекомых заполонили мою камеру. Кузнечики, комары, кусающиеся мухи, пчёлы и жуки просачивались через трещины в полу и решётки. Большие чёрные муравьи, тараканы, отряды маленьких красных муравьёв и пауков. Я укрывалась одеялом с головой, чтобы спрятаться от их укусов, и снимала его, когда становилось слишком тяжело дышать»

В 1979 году её отец был обвинён в заказе убийства политического оппонента и казнён. «Я не выбирала эту жизнь, это она выбрала меня», — вспоминала Беназир Бхутто в мемуарах «Дочь Востока». По её словам, казнь отца заставила её стать политиком. В 1979—1984 годах Бхутто не раз оказывалась под домашним арестом, пока наконец ей не было разрешено выехать в Великобританию. Будучи в изгнании, руководила Пакистанской народной партией (ПНП), основанной её отцом. Но в это время начались проблемы внутри самого клана Бхутто: её братья Муртаза и Шахнаваз заявили свои права на политическое наследство и не собирались делиться с сестрой. После казни Зульфикара Али Бхутто лидером Пакистанской народной партии стала его жена. В 1985 году Шахнаваз был убит во Франции при невыясненных обстоятельствах. Слухов много — полагают, например, что его отравили пакистанские спецслужбы, а также считают, что это было политическое убийство по заказу самой Беназир Бхутто.
После гибели в августе 1988 года Зия-уль-Хака в авиакатастрофе она получила возможность вернуться на родину. В причастности к смерти убийцы её отца подозревали не только мать Беназир, но и её брата — Муртазу Бхутто. Во время возвращения Беназир Бхутто в аэропорту её встречало три миллиона человек.

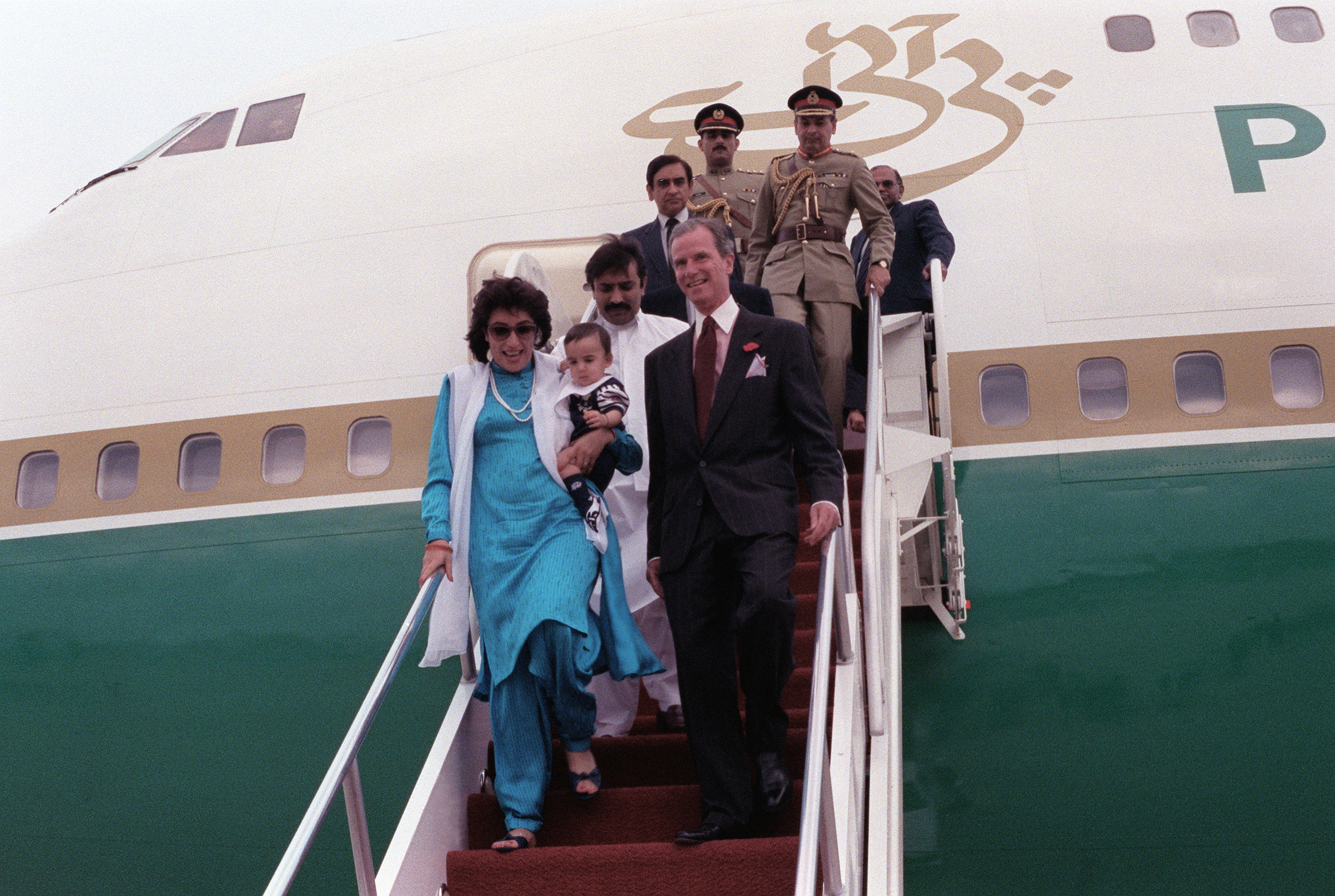
Беназир Бхутто, её муж Асиф Али Зардари и их сын Билавал во время визита в США

16 ноября 1988 года на первых более чем за десятилетие свободных парламентских выборах Пакистанская народная партия одержала победу, завоевав 94 из 207 мест в Национальной ассамблее (вместе с местами союзников ПНП это обеспечивало надёжное большинство). Как лидер партии, Беназир Бхутто 2 декабря была приведена к присяге премьер-министра Пакистана. Заняв этот пост в 35-летнем возрасте, Беназир стала самой молодой из женщин, добившихся должности премьера, а в современной истории мусульманских стран назначение женщины на пост главы правительства случилось впервые. Одним из первых её шагов стала широкая амнистия политзаключённых (примерно 1100 человек).
Во многом победа произошла благодаря тому, что имя её отца было очень популярно. Но дочь убрала из своей программы ряд лозунгов и слово «социализм». Муж Бхутто вошёл в состав правительства в качестве министра финансов.
28 декабря пережила покушение на свою жизнь, когда в аэропорту, откуда она вылетала, нашли и обезвредили бомбу.
В марте 1989 года назначила свою мать Нусрат своим заместителем правительства, в которое ввела ещё четырёх женщин (тем самым женщины составили 1/4 мест в правительстве, что стало беспрецедентным для Азии).
Новый кабинет достиг некоторых успехов в выполнении программы социальных и политических реформ. Он восстановил ликвидированные военной диктатурой права профсоюзов, отменил запрет студенческих союзов и ограничения на деятельность неправительственных организаций, в том числе правозащитных и женских групп, восстановил свободу печати и впервые открыл оппозиции доступ к правительственным СМИ.
Б. Бхутто также смогла наладить отношения с давним противником страны — Индией. Вместе с индийским премьер-министром Радживом Ганди они учредили несколько двусторонних комитетов и подписали первое соглашение, касающееся вопросов ядерной энергетики в Южной Азии, обязавшись отказаться от нападения на ядерные объекты; подписали соглашение о взаимном сокращении и передислокации войск и об ограниченном товарообмене, а также подготовили проект соглашения о разделении войск по Каргилу без согласования претензий на отобранный Индией у Пакистана в годы диктатуры Зии-уль-Хака ледник Сиачен.
Вместе с тем, её правление охарактеризовалось резким ростом коррупции в стране. При этом в коррупционных скандалах нередко упоминалось имя мужа премьер-министра, получивший прозвище «господин десять процентов», так как требовал от инвесторов именно десять процентов от вложений. Скандал принял почти международный размах, так как обвинения в адрес Асифа Али Зардари выдвигали правоохранительные органы не только Пакистана, но и ещё Великобритании и Швейцарии. В этот период Бхутто часто выезжала за пределы страны, избегала дебатов в парламенте и принимала произвольные и непродуманные решения. Эти обвинения закончились тем, что в середине 1990 года президент Гулам Исхак Хан отправил правительство Беназир Бхутто в отставку.

## Второе премьерство
В 1993 году на очередных выборах Бхутто одерживает победу под лозунгом борьбы с коррупцией и бедностью. Общее число голосов, полученных ПНП, оказалось меньше, чем у главного соперника — Мусульманской лиги, поэтому для формирования правительства Бхутто образовала коалицию с партиями консервативного толка. В ноябре из эмиграции вернулся её брат Муртаза, который потребовал уступить ему руководство партией. Раздоры в семействе Бхутто сказались на единстве партии. Он возглавил отколовшееся крыло Партии пакистанского народа — с одобрения их матери, считавшей, что семейным политическим делом должен руководить мужчина. По прибытии в Карачи Муртаза был арестован по обвинению в терроризме, однако был освобождён под залог в июне 1994 года.
Став во второй раз премьером страны, Бхутто развернула ряд масштабных реформ в стране. Она национализировала нефтяные месторождения и направила финансовые потоки на осуществление социальных программ. В результате предпринятых ею реформ возросли расходы на образование и здравоохранение, неграмотность среди населения страны снизилась на одну треть, был побеждён детский недуг — полиомиелит, в бедные сёла и деревни проведены электричество и питьевая вода. Кроме того, она ввела бесплатное здравоохранение и образование и увеличила расходы на них. За период её правления многократно увеличился объём внешних инвестиций, темпы экономического развития Пакистана были более высокими, чем в соседней Индии. Эти реформы Беназир Бхутто были по достоинству оценены не только народом Пакистана, где она стала объектом фанатичного поклонения, но и за пределами страны.
В сентябре 1995 года группа консервативно настроенных пакистанских офицеров готовила заговор против Беназир Бхутто, но заговорщики были арестованы. В 1996 году Беназир вошла в Книгу рекордов Гиннесса как самый популярный международный политик года, ей была присуждена почётная докторская степень Оксфордского университета, французский орден Почётного легиона и множество других наград. Во внешней политике Беназир Бхутто демонстрировала независимость — она продолжила финансирование программы создания ядерного оружия, с помощью афганского движения «Талибан» перекрыла оживлённую наркоторговлю и даже пошла на сотрудничество с Россией, освободив российских солдат, находившихся в плену со времён войны в Афганистане.
И если во втором премьерстве правительство Беназир Бхутто преуспело, то коррупция в годы правления Бхутто приобрела ещё больший размах. В частности, муж Бхутто, Азиф Али Зардари, был вновь обвинён в получении взяток. Брат Бхутто, выступавший за тщательное расследование этого дела, был убит в Карачи в странной перестрелке с полицией. В его убийстве был обвинён муж Бхутто и сама Беназир Бхутто.
Популярность Бхутто в народе падала, а влияние исламских фундаменталистов росло. Поэтому в 1996 г. её правительство было вынуждено признать режим «Талибана» в Афганистане. Однако в конце того же года её правительство было отправлено в отставку. Международный террорист Усама бен Ладен объявил за голову Чёрной розы Пакистана, как именовали Беназир журналисты в период второго прихода к власти, вознаграждение в размере $10 млн. На выборах 1997 года ПНП потерпела сокрушительное поражение, получив 17 мест из 217. В начале 1998 г. Бхутто, её мужу и матери были предъявлены официальные обвинения в коррупции, их счета в британских и швейцарских банках были заморожены, а в конце 1999 года к власти пришли военные во главе с Первезом Мушаррафом, что усугубило положение.

## Повторная эмиграция
Бхутто были предъявлены обвинения в финансовых махинациях и организации заказных убийств, и она была вынуждена покинуть страну; её муж провёл более пяти лет в тюрьме по обвинению во взяточничестве. Она эмигрировала с тремя детьми в Дубай, куда после освобождения в 2004 году приехал и её муж; какое-то время она жила в Лондоне. В 2001 году в Пакистане была принята поправка к конституции, запретившая одному и тому же лицу занимать пост премьер-министра более двух раз, что было воспринято многими как попытка Мушаррафа обезопасить себя от конкуренции со стороны Бхутто в случае проведения демократических выборов.
В том же году Верховный суд Пакистана назначил новый процесс над Бхутто, что означало приостановление действия приговора, вынесенного в 1999 году. Бхутто была приговорена к трём годам тюремного заключения за неявку в суд, что явилось основанием для отказа Бхутто в регистрации в качестве кандидата на парламентских выборах 2002 года. В 2003 году суд Швейцарии признал Бхутто и её мужа виновными в отмывании денег и приговорил их к 6 месяцам тюрьмы с отсрочкой исполнения наказания (банковские счета Бхутто были заблокированы Швейцарией по просьбе Пакистана в сентябре 1997 г.).
Большую часть времени Бхутто проводила в Лондоне и Дубае, выступала по всему миру с лекциями и поддерживала контакты с руководством ПНП.

## Возвращение на родину и теракт 18 октября 2007 года

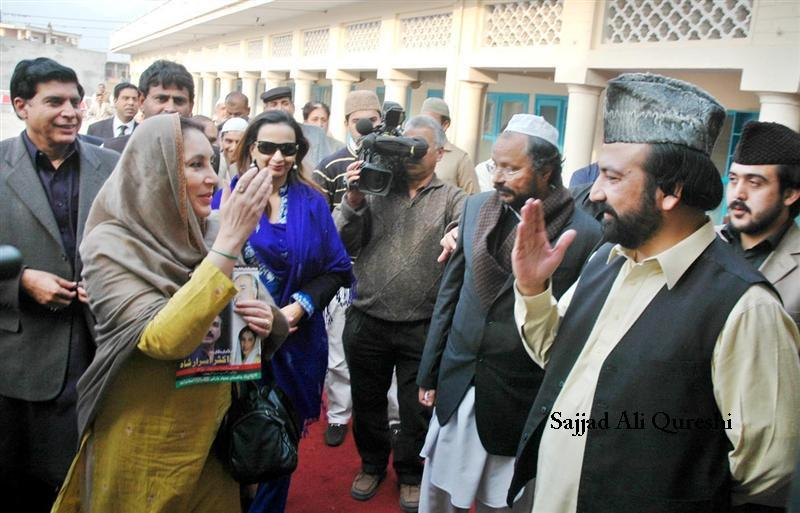
Во время визита в мавзолей Мехр Али Шаха, декабрь 2007

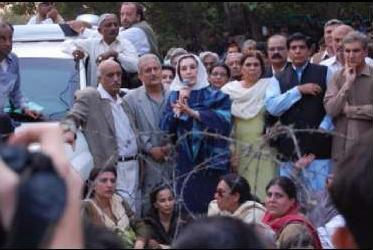
Выступление Бхутто перед сторонниками во время домашнего ареста в 2007 году

В январе 2007 года в Абу-Даби состоялась первая личная встреча Беназир Бхутто и президента Пакистана Первеза Мушаррафа, в целях налаживания контактов. Президент Мушарраф подписал указ о предоставлении ей и другим оппозиционным деятелям амнистии от обвинений в коррупции. Наблюдатели считают, что военные круги Пакистана считали её своим союзником по борьбе за изоляцию религиозных сил и исламистских военизированных группировок.
18 октября 2007 Беназир Бхутто вернулась на родину, после 8 лет вынужденной ссылки. Во время следования кортежа в толпе встречающих её сторонников прогремело два взрыва — погибли более 130 человек, около 500 были ранены.
Прежде Аль-Каида и Талибан не раз угрожали устроить масштабные теракты, как только Бхутто ступит на пакистанскую землю. Однако наиболее вероятными организаторами теракта считают радикальных последователей Мухаммада Зия-уль-Хака. Главные политические оппоненты самой Бхутто, как когда-то и её покойного отца, пытались помешать Беназир и её Народной партии вернуться к власти в Пакистане.
Парламентские выборы в стране были намечены на январь 2008 года, и Беназир рассчитывала на победу. По закону пост премьер-министра нельзя занимать более двух раз. Бхутто была премьером как раз дважды, однако ряд аналитиков считал, что президент страны Первез Мушарраф, подписавший в октябре соглашение с бывшей изгнанницей, пойдёт на отмену запрета. Кандидатуру Бхутто поддерживали также и США, именно официальный Вашингтон и выступил инициатором возвращения Бхутто на родину и в большую политику.
По прибытии на родину она включилась в политическую борьбу. 3 ноября 2007 года президент Пакистана П. Мушарраф ввёл в стране чрезвычайное положение, необходимость которого объяснил «разгулом терроризма и экстремизма», поставившим под угрозу суверенитет государства, а также «саботажем деятельности» президента со стороны судебной власти; действие конституции и работа судов на время чрезвычайного положения были приостановлены.
Б. Бхутто выразила уверенность, что введение чрезвычайного положения в Пакистане объясняется попытками властей укрепить в стране нынешний режим и предоставить П. Мушаррафу неограниченные властные полномочия.
9 ноября представители правоохранительных органов Пакистана при поддержке бронетанковой техники не позволили экс-премьеру покинуть свой особняк в Исламабаде и выступить с речью на митинге в соседнем городе Равалпинди.
На следующий день Б. Бхутто была освобождена из-под домашнего ареста.
Однако через несколько дней, 13 ноября, Бхутто вновь была помещена под домашний арест сроком на 7 дней и освобождена через три дня, 16 ноября. Арест был произведён после заявления Б. Бхутто, в котором она призвала президента страны Первеза Мушаррафа уйти в отставку и заявила о том, что исключила для себя возможность работать под его руководством в новом правительстве. Б. Бхутто назвала президента Пакистана «препятствием на пути демократии» и подчеркнула, что его отставка необходима для «спасения Пакистана».

## Убийство Б. Бхутто
Через два месяца после первого покушения, 27 декабря Бхутто стала жертвой нового террористического акта в городе Равалпинди, где она выступала в районе парка Лиагат Багх на митинге перед своими сторонниками. По окончании митинга террорист-смертник выстрелил ей в шею и в грудь, после чего привёл в действие взрывное устройство. В момент нападения Бхутто находилась в окружении охранников с бронежилетами. На самой Бхутто бронежилета не было. В ходе этого теракта погибло более 20 человек, Б. Бхутто с тяжёлыми ранениями была доставлена в больницу, где вскоре в 16:16, не приходя в сознание, скончалась на операционном столе.
Бабар Ауан, пресс-секретарь Беназир Бхутто, с трудом сдерживал себя, когда делал официальное заявление о смерти Беназир Бхутто в больнице Равалпинди: «Я только что говорил с доктором Муссадигом, и он подтвердил, что наша Беназир скончалась». Разгневанные сторонники Беназир Бхутто стали зачинщиками уличных беспорядков в Карачи и других городах страны. В своей последней речи накануне покушения Беназир Бхутто сказала: «Я подвергаю свою жизнь опасности, потому что наша страна находится в опасности. Люди обеспокоены. Но все вместе мы вытянем страну из кризиса!»
В канун похорон военные получили приказ: в случае массовых беспорядков применять боевые патроны. Муж и трое детей Беназир Бхутто прибыли в Исламабад из Дубая и забрали её тело в родовое поместье Бхутто в провинции Синд для погребения. В ночь с 27 на 28 декабря накрытый флагом гроб с телом Бхутто был доставлен в её родной город Ларкана в южной провинции Синд специальным рейсом на военном самолёте С-130. Там на белом автомобиле кортеж проследовал через город к семейному мавзолею, где должны были пройти похороны.
Люди, собравшиеся вдоль дороги, по которой двигалась похоронная процессия, скандировали: «Позор убийце Мушаррафу, позор убийце США». На подступах к мавзолею собрались сотни тысяч человек. Кроме того, на похороны приехали руководители Пакистанской народной партии (ПНП), лидером которой была Бхутто. Церемонию охраняли усиленные наряды полиции. Покрытый красно-черно-зелёным флагом ПНП деревянный гроб был выставлен для прощания. Беназир Бхутто похоронили рядом с могилой её отца Зульфикара Али Бхутто. Церемонию похорон транслировало в прямом эфире пакистанское телевидение.

## Реакция на смерть Бхутто
Убийство Беназир Бхутто осудило всё мировое сообщество. ОИК, ООН, Евросоюз, Афганистан, Бангладеш, Италия, ОАЭ и другие страны выразили свои соболезнования в связи с гибелью бывшего премьер-министра Пакистана. Весь мир осудил случившееся и заявил, что подобные преступления не должны больше повторяться и преступники должны быть найдены и наказаны.

### Пакистан
Президент Пакистана Первез Мушарраф решительно осудил убийство Беназир Бхутто: «Это жестокое насилие — дело рук террористов, с которыми мы боремся. Именно от этих террористов исходит самая большая опасность для Пакистана и его народа», — заявил Мушарраф в ходе экстренного совещания руководства страны. Президент Пакистана призвал соотечественников к сплочению и сдержанности. Он подтвердил свою решимость бороться с терроризмом во всех его проявлениях и объявил в стране трёхдневный траур в связи с трагической гибелью Бхутто.

### США
Президент США Джордж Буш, выступая перед журналистами на ранчо в Кроуфорде (штат Техас), резко осудил «подлое убийство» бывшего премьер-министра Пакистана Беназир Бхутто и призвал пакистанцев развивать демократический процесс. «США жёстко осуждают этот подлый акт, совершённый террористами, жаждущими крови и пытающимися подорвать демократию в Пакистане», — заявил Дж. Буш. Он призвал пакистанцев продолжать демократические процессы, добавив, что США будут стоять «на стороне пакистанского народа в его борьбе с терроризмом и экстремизмом». Джордж Буш отметил, что «совершившие этот теракт должны быть преданы суду». «Б. Бхутто служила своей стране и дважды занимала пост премьера. Вернувшись ранее в этом году в Пакистан, она осознавала, что подвергает жизнь опасности, но она отказала убийцам в праве диктовать курс, каким должна следовать её страна», — подчеркнул президент США.

### Россия
Президент России Владимир Путин направил соболезнование президенту Пакистана Первезу Мушаррафу в связи с произошедшим терактом, который унёс жизнь бывшего премьер-министра страны Беназир Бхутто и ещё двух десятков человек. Глава российского государства, выразив соболезнования родным и близким погибших, заявил о солидарности с пакистанским народом. В письме Путина подчёркивалось, что убийство Бхутто стало «очередным жестоким вызовом, брошенным силами терроризма не только Пакистану, но и всему международному сообществу». Президент России выразил надежду, что организаторы теракта будут заслуженно наказаны.
Российский МИД также решительно осудил произошедшее и призвал ведущие политические силы Пакистана проявить максимальную сдержанность и не поддаваться на провокации экстремистов. «Надеемся, что руководству Пакистана удастся предпринять меры для обеспечения стабильности в стране», — заявил официальный представитель МИД РФ Михаил Камынин.

## В филателии
В 2008 году в честь Беназир Бхутто почтой Пакистана были выпущены две почтовые марки  (Mi #1317,1318) и почтовый блок  (Mi #BL19), посвящённые 55-летию со дня её рождения, почтовая марка, посвящённая присуждению ей премии ООН 2008 года в области прав человека  (Mi #1320), а также почтовая марка  (Mi #1321) и почтовый блок  (Mi #BL20), посвящённые первой годовщине её мученической гибели.

## Награды
- Премия ООН 2008 года в области прав человека (посмертно)[11]